# Hirohiko Kakegawa
Hirohiko Kakegawa (掛川 裕彦 Kakegawa Hirohiko?) nació el 11 de octubre de 1959, es un actor japonés. Ha aparecido en un gran número de serie de anime como Transformers y Turn A Gundam. Le gusta el softball, el ski y el tenis.

## Apariciones
- Saint Seiya (1986-88)

- Transformers: The Headmasters (1988)
- Transformers: Super-God Masterforce (1988)

- Guyver: Bio-Booster Armor (1989)
- Crying Freeman 2: The Enemy Within (1989)
- Transformers: Victory (1989)
- Saint Seiya: Saishūseisen no senshitachi (1989)
- Crying Freeman 3: Retribution (1990)
- Transformers: Zone (1990)
- Kinnikuman: Kinniku-sei ōi sōdatsu hen(1991)
- Kyōshoku sōkō Guyver Act II (1991)
- Spirit of Wonder: China-san no yūutsu (1992)
- Nintama Rantaro (1993)
- Kishin Heidan (1993)
- Gensō jodan Elicia (1993)
- Daisenki (1993)
- Turn A Gundam (1993)
- Casshan (1993)
- Armitage III (1994)
- Shin Kyūtei Hanī (1994)
- Policenauts (1994)
- Kagaku ninja tai Gatchaman (1994)
- Slayers (1995)
- Dragonball: Saikyō e no michi (1996)
- Hokuto no Ken: Seikimatsu kyūseishu densetsu (2000)
- Shin sangoku musō 3: Empires (2004)
- Ace Combat 5: The Unsung War (2004)
- Star Fox: Assault (2005)
- Ergo Proxy(2006)
- One Piece (2004-2007)
- Musō Orochi (2007)
- Shining Tears X Wind - Raidel (2007)